# 血管紧张素转化酶2
血管紧张素转化酶2（英語：Angiotensin-converting enzyme 2，；人類的ACE2常被稱為hACE2）,化学式为：C4330H6670O1402N1088S34ClZn在人類基因組中由X染色體上的基因編碼，是一種表現於肺、動脈、心臟、腎臟與腸道等組織細胞表面的膜蛋白，為血管紧张素Ⅰ转化酶（ACE）的一個旁系同源體。
ACE2有切割多肽的功能，其多肽酶結構域位於細胞膜外側，一般在細胞膜上作用，可被脫落酶切割後脫離細胞、自組織間移除。ACE2可分別將血管紧张素I和血管紧张素II轉化为血管收縮素(1-9)和血管收縮素(1-7)，因而在心血管組織中有抗氧化與抗發炎等功能，在肺臟中可避免肺組織的損傷，在骨骼肌中或许能抑制肌肉纖維化。ACE2的表現可緩解許多心血管疾病的症狀，其表現量的下降則與這些疾病有相關性，有研究嘗試開發體外合成的人重組ACE2（rhACE2）為這些疾病的一種藥物。除切割多肽外，ACE2還有若干和多肽酶無關的功能。
ACE2还被SARS-CoV、SARS-CoV-2（屬乙型冠狀病毒）和人類冠狀病毒NL63（屬甲型冠狀病毒）等冠狀病毒用作感染細胞的受体，這些病毒刺突蛋白的受体结合域（RBD，receptor binding domain）可結合ACE2，進而使病毒進入細胞內。三種病毒的RBD均與ACE2的相同區域結合，但NL63病毒的RBD結構和另兩者差異較大，與ACE2的結合應為趨同演化的結果，且結合力較另外兩種病毒弱。SARS相關病毒也並非皆以ACE2為感染細胞的受體，SARS-CoV-2支系的共祖可能具有和ACE2結合的能力，此支系的病毒又與SARS-CoV支系的病毒發生重組，使部分SARS-CoV相關病毒也獲得此能力。

## 結構
血管紧张素转化酶2（ACE2）最早於2000年自cDNA基因庫中被發現，為血管紧张素转化酶（ACE）第一個被發現的旁系同源體，ACE2的基因位於人類基因組中的X染色體，包括18個外顯子，編碼的蛋白由805個胺基酸組成，與ACE的胺基酸序列相似度為42%，是一個帶有鋅離子的金屬蛋白，屬單次跨膜蛋白（第一型膜蛋白），其N端結構域為一M2多肽酶，位於細胞膜外側，可再細分為I與II兩個子結構域（由一個α螺旋相連）；C端則與另一種名為collectrin的蛋白同源，包括疏水的跨膜結構域和一個胺基酸轉運體結構域，位於細胞內。
ACE2因有跨膜區域而造成其結構測定的困難，過去僅知其N端多肽酶的結構，直到2020年科學家才用低溫電子顯微鏡測出了與另一蛋白B0AT1結合狀態的完整ACE2結構，發現兩個ACE2和兩個B0AT1組成一複合體，複合體中兩個ACE2有交互作用，B0AT1間則無交互作用，僅與鄰近的ACE2作用，因此研究人員推測細胞膜上的ACE2也可能會形成二聚體。

### 切割機理
ACE2的活性位點有一個鋅離子（位於多肽酶的子結構域I），和ACE2的兩個組胺酸、一個麩胺酸與一個水分子錯合，切割多肽時，錯合的水分子作為一親核基，進攻多肽的羰基，形成四面體形的中間產物，並將質子轉移到麩胺酸上，此時組胺酸上的氫離子轉移到要被切除的胺基酸之胺基上，隨後肽鍵斷裂，此胺基酸作為離去基從中間產物脫離，並從麩胺酸處獲得氫離子。

## 表現組織
人體幾乎所有器官組織都有表現血管紧张素转化酶（ACE），而血管紧张素转化酶2（ACE2）則表現於II型肺泡細胞、小腸腸上皮細胞、血管內皮細胞、血管平滑肌細胞、腎臟上皮細胞等，腦部許多神經元與膠細胞可能也有表現ACE2。多數組織中ACE2的轉錄都是由一個較接近其基因的啟動子起始，但肺臟中ACE2基因的轉錄多起始於一個較遠的啟動子，兩啟動子轉錄出的mRNA5端序列稍有不同。

## 功能

### 切割多肽
血管紧张素转化酶2主要的功能是與血管紧张素Ⅰ转化酶（ACE）拮抗，ACE可將無活性的血管收縮素Ⅰ切割成血管收縮素II，後者可促進抗利尿激素與醛固酮的分泌，以及刺激血管平滑肌收縮，使血壓上升；ACE2則分解血管收縮素Ⅰ和血管收縮素II以抑制其作用，將其C端的胺基酸移除，分別將前者轉化成血管收縮素(1-9)，將後者轉化成血管收縮素(1-7)，其中切割血管收縮素II比切割血管收縮素I的能力高出許多，切割的產物中，血管收縮素(1-9)的功能不明，血管收縮素(1-7)則可刺激一氧化氮合成、抑制MAPK/ERK途徑與TGFβ途徑、以及抑制活性氧物質的生成，因此在心血管組織中有抗氧化與抗發炎等功能。許多研究結果顯示ACE2表現量的下降與數種心血管疾病有相關性。
肺泡細胞表現的ACE2有保護肺組織的功能。血管收縮素II可促進肺泡細胞凋亡與肺纖維化，因此ACE2將其分解可保護肺免於損傷，加上血管收縮素(1-7)可與MAS1受體結合，啟動下游反應以抑制血管收縮素II的作用。
在骨骼肌中，血管收縮素II與血管收縮素(1-7)均有重要功能。血管收縮素II透過多種途徑降低肌肉蛋白質的合成，包括抑制Akt－mTOR途徑、促進肌萎缩素1與肌环指蛋白1的合成、生成活性氧物質而活化胱天蛋白酶途徑使細胞凋亡等，肌肉蛋白合成與分解的失衡會造成肌萎缩、肌纖維化等症狀，因此將血管收縮素II被轉化成血管收縮素(1-7)可停止其作用，且後者還可與MAS1受體結合，活化另一條反應途徑而抑制肌纖維化。相較之下ACE2在骨骼肌的直接影響還有待更多研究闡明，有初步研究結果顯示在萎縮的肌肉組織中，ACE2可能可降低纖維化。
由於ACE2的表現可緩解許多心血管疾病的症狀，有研究嘗試在體外以細胞株合成ACE2（人重組ACE2；rhACE2）以期作為這些疾病的一種療法。
除了切割血管收縮素II外，ACE2還可切割強啡肽A、apelin-13、apelin-36、去精胺酸緩激肽（des-Arg(9) bradykinin）、β-酪啡肽等其他多肽，惟其生理意義仍不明。

### 其他
除了切割多肽外，ACE2還有些與其蛋白酶活性無關的功能。有研究顯示ACE2可與整合素結合，有助於細胞黏附。此外ACE2還參與了另一蛋白B0AT1的膜囊泡運輸過程，為其伴護蛋白，與B0AT1形成一複合體，協助將其轉運至細胞膜上。

## 移除
ACE2的跨膜結構域可被一種稱為金屬蛋白酶17（MMP17）的脱落酶切割，將其胞外部分釋放到血液中，進而從組織間移除，此過程受到許多調控，例如有一種鈣調蛋白可與ACE2結合以抑制MMP17的切割，血管收縮素II也可促進MMP17的活性，把會將其分解的ACE2移除，另外許多病理狀況、發炎反應也可促進MMP17對ACE2的切割。脫落酶的切割會造成心血管組織中ACE2的流失、血液中ACE2的濃度升高，因此後者可當作心臟衰竭、心房顫動、動脈粥樣硬化、慢性腎臟病、心肌梗塞與中風等多種疾病的生物標記。

## 冠狀病毒受體

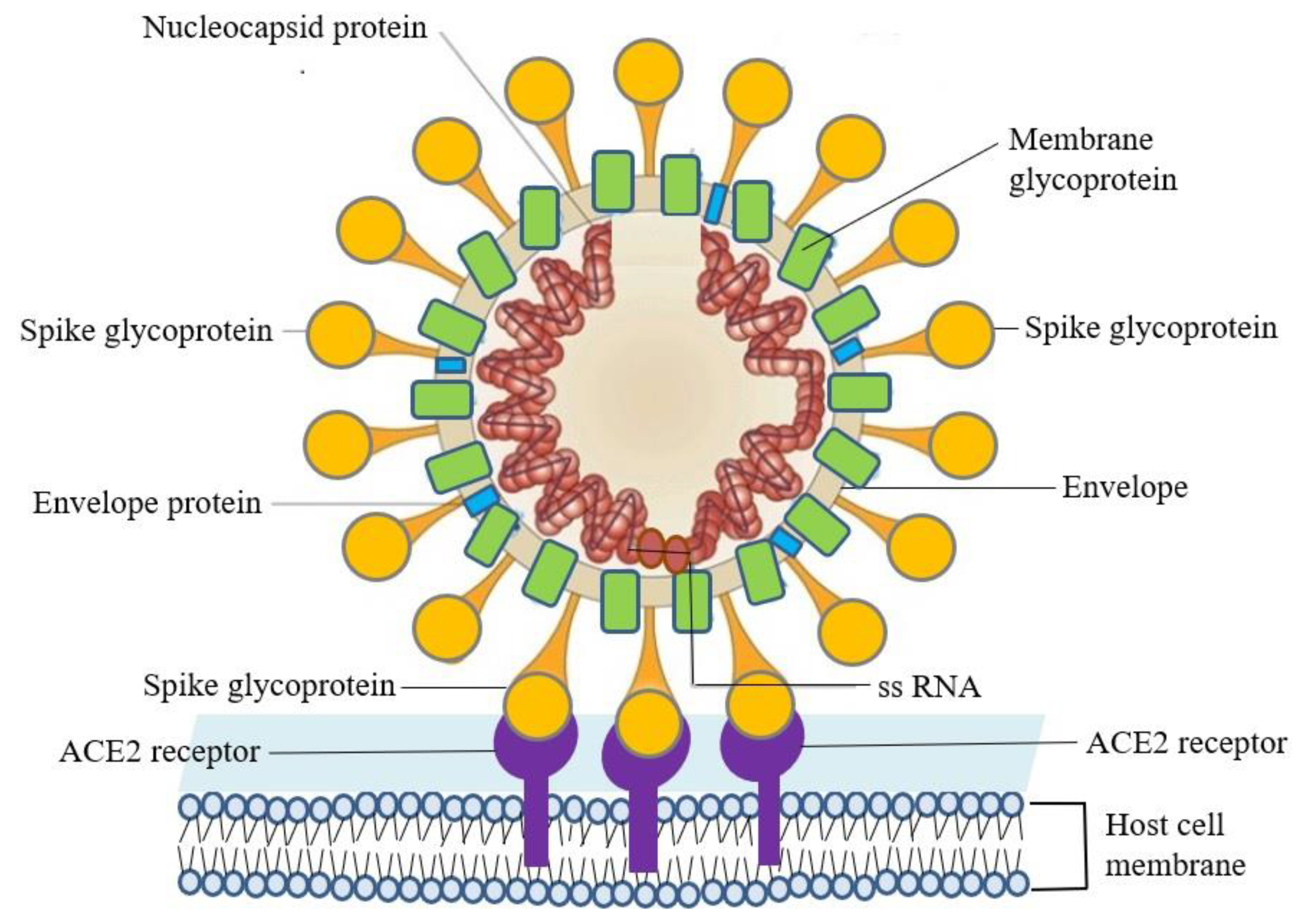
SARS-CoV-2以ACE2為受體感染細胞

血管紧张素转化酶2被許多冠狀病毒用來當作感染細胞的受體，包括造成普通感冒的人類冠狀病毒NL63（屬甲型冠狀病毒）、與MERS-CoV關係接近的祖魯棕蝠冠狀病毒（NeoCoV）、造成SARS的SARS-CoV和造成2019冠狀病毒病的SARS-CoV-2（屬乙型冠狀病毒）等，這些病毒刺突蛋白S1結構域中的受體結合結構域（receptor binding domain；RBD）和ACE2胞外的區域結合後，刺突蛋白可能被細胞表面的跨膜丝氨酸蛋白酶2（TMPRSS2）切割，促使病毒外膜和宿主細胞膜融合而讓病毒進入細胞質；此外SARS-CoV與SARS-CoV-2還可能在不被TMPRSS2切割的情況下，與ACE2受體一起藉由內吞作用進入細胞，隨後其刺突蛋白在溶體中被組織蛋白酶切割後，再從溶體進入細胞質中。
SARS-CoV與SARS-CoV-2的RBD結構相似，胺基酸序列相似度為72%，SARS-CoV的RBD和ACE2結合時，與其直接接觸的胺基酸共有16個，其中8個位點在SARS-CoV-2中為對應相同胺基酸，另外8個則不同，因此兩者與ACE2結合的機制略有差異。SARS-CoV-2的RBD有6個胺基酸為與ACE2結合所需，包括白胺酸455、苯丙胺酸486、麩醯胺酸493、絲胺酸494、天門冬醯胺501與酪氨酸505，與ACE2的結合力高於SARS-CoV。人類冠狀病毒NL63之RBD則與前兩者的結構差異較大，卻能和ACE2的同一區域結合，為趨同演化的結果，但NL63和ACE2的結合力較弱，可能是其感染症狀較輕微的原因之一。
而SARS相關病毒亦非皆以ACE2為感染細胞的受體，SARSr-CoV中，使用ACE2為受體的病毒株包含SARS-CoV支系的果子狸SARS冠狀病毒、WIV1、SHC014、WIV16、LYRa11、Rs4874、Rs7327等（以上病毒的RBD序列可再分成兩支），以及SARS-CoV-2支系的RaTG13和穿山甲冠狀病毒，上述以ACE2為受體的蝙蝠病毒皆是在中國雲南省發現；SARS-CoV支系的YNLF_31C、YNLF_34C、BtKY72、BM48-31、16BO133、HKU3、Rm1和Rf1等，以及SARS-CoV-2支系的RmYN02之RBD則應無法與ACE2結合，而是使用其他蛋白作為感染的受體，這些病毒株的RBD大多具有兩段序列缺失，可能因此影響和ACE2結合的能力。SARSr-CoV中，與ACE2的結合能力應為多次起源，有學者提出SARS-CoV-2支系病毒的共祖可能可和ACE2結合（RmYN02則是後來才喪失了此能力），後來某個SARS-CoV-2支系的病毒曾和SARS-CoV支系的病毒發生重組，造成部分SARS-CoV支系的病毒也獲得了和ACE2結合的能力。

## 演化
早期的脊索動物已具有ACE2，海鞘（尾索動物）與文昌魚（頭索動物）皆尚無血管紧张素等肾素-血管紧张素系统的多數蛋白，但已具有ACE與ACE2。脊椎動物（魚類、兩生類、爬行類、鳥類與哺乳類）皆具有ACE2，且其結構的保守度很高。此外有些細菌（如野油菜黄单胞菌柑橘致病变种）具有和ACE同源的蛋白，體外實驗結果顯示其具有將血管紧张素I切割成血管紧张素II的能力，以各生物中的ACE與ACE2序列製作的系統發生樹顯示細菌ACE與海鞘、文昌魚的ACE2關係較為接近，可能是由海鞘的ACE2經水平基因轉移至細菌基因組中。
有研究分析哺乳類的ACE2序列，發現有4%的位點（皆位於具有酵素活性的結構域）正發生定向選擇。

## 註腳
1. ↑  ACE2將血管收縮素ⅠI切割為血管收縮素(1-7)，是控制組織間血管收縮素濃度的主要蛋白，但還有另一種蛋白中性肽鏈內切酶（英语：Neprilysin）可直接將血管收縮素Ⅰ切割為血管收縮素(1-7)[14][19]。
2. ↑  BtKY72、BM48-31等在非洲發現的SARSr-CoV病毒株則不具有這兩段序列缺失，但因此區序列和SARS-CoV、SARS-CoV-2的差異較大，仍應無法和ACE2結合[50]。

## 外部連結
- Human ACE2 genome location and ACE2 gene details page  in the UCSC Genome Browser.